# فکتیچ
فکتیچ (به صربی: Feketić) یک منطقهٔ مسکونی در صربستان است که در Mali Iđoš Municipality واقع شده‌است. فکتیچ ۵۹٫۳ کیلومتر مربع مساحت و ۳٬۹۸۰ نفر جمعیت دارد و ۹۶ متر بالاتر از سطح دریا واقع شده‌است.